# Petit rhinopome
Rhinopoma hardwickii
Espèce
Répartition géographique
Synonymes
Rhinopoma hadithaensisKhajuria, 1988
Statut de conservation UICN

 LC  : Préoccupation mineure
Le Petit rhinopome (Rhinopoma hardwickii) est une espèce de chauve-souris de la famille des Rhinopomatidae. Il porte le nom du général de division Thomas Hardwicke (1755–1835), un soldat et naturaliste anglais qui servit de nombreuses années en Inde[réf. nécessaire]. On le trouve en Afrique du Nord, dans certaines régions de l'Afrique centrale et orientale, en Asie occidentale et, à l'est, jusqu'au sous-continent indien.

## Description
Le Petit rhinopome est une petite chauve-souris dotée d'une longue queue fine ressemblant à celle d'une souris, d'où son nom. Avec les deux autres espèces du genre Rhinopoma, il s'agit de la seule chauve-souris à posséder une queue longue et fine, pouvant mesurer autant que le reste de son corps. Il est possède une fourrure douce de couleur grisâtre à brun foncé, mais pas sur la face, l'arrière du ventre et le croupion. Les parties inférieures sont de couleur plus claire.
Le museau du Petit rhinopome présente une petite feuille nasale de forme triangulaire. Ses grandes oreilles en forme de rhomboïde ont des crêtes transversales à travers le pavillon. L'uropatagium (le lambeau de peau entre les membres postérieurs) est petit et enveloppe moins d'un quart de la queue. Il mesure de 62 à 71 mm de long sans la queue, celle-ci allant de 57 à 70 mm. Le Petit rhinopome a un crâne court, avec un os tympanique lâche et une région lacrymale gonflée et qui est la plus large au niveau de la région squamosale de l'arcade zygomatique. Il a 28 dents. La dentition est la suivante : 1/2, 1/1, 1/2, 3/3.

## Sous-espèces
Le Petit rhinopome a trois sous-espèces :
- Rhinopoma hardwickii hardwickii - de l'Iran jusqu'au Myanmar et à la Thaïlande.
- Rhinopoma hardwickii cystopes - en Afrique du Nord depuis les monts Hoggar et Aïr jusqu'à la Haute-Égypte.
- Rhinopoma hardwickii arabium - régions de l'Afrique de l'Ouest et de l'Arabie.

Rhinopoma  macinnesi, qui se rencontre en Afrique de l'Est, était auparavant considéré comme une sous-espèce de Rhinopoma hardwickii.

## Distribution
Le Petit rhinopome vit dans les pays suivants :
- Afrique : Algérie, Burkina Faso, Tchad, Djibouti, Egypte, Erythrée, Ethiopie, Kenya, Libye, Mali, Mauritanie, Maroc, Niger, Nigeria, Somalie, Soudan et Tunisie ;
- Asie : Afghanistan, Bangladesh, Inde, Iran, Irak, Israël, Jordanie, Koweït, Oman, Pakistan, Arabie saoudite, Thaïlande et île de Socotra au Yémen.

Le Petit rhinopome est répandu dans les régions désertiques, arides ou semi-arides, partout où il peut trouver des gîtes et une nourriture adéquate. Il affectionne les broussailles sèches, les zones rocheuses, les grottes, les bâtiments abandonnés et les puits. Il a été signalé dans des oasis et les gorges des oueds à végétation de Tamarix ou Nerium oleander. Pendant les mois d'été, ces chauves-souris se reposent dans les fissures ou entre des gros rochers pour se protéger de la chaleur.
Ces chauves-souris ont été signalées en Algérie et au Maroc jusqu'à 1 100 m d'altitude.

## Alimentation
Les petits rhinopomes sont insectivores et se nourrissent principalement de coléoptères, de neuroptères et de papillons de nuit, dont beaucoup sont considérés comme des ravageurs par les humains. Leur régime alimentaire est moins diversifié que celui des autres chauves-souris, les coléoptères en représentent jusqu'à 50 %.
Ils peuvent accumuler de la graisse dans un pli cutané du bas-ventre, ce qui leur permet de survivre à l'hiver lorsque les insectes se font rares,.

## Comportement
Les petits rhinopomes sont bien adaptés aux climats chauds et secs. Ils ont des valves juste au-dessus de leurs narines qu'ils peuvent ouvrir ou fermer afin d'empêcher la poussière et sable d'entrer. Ces chauves-souris peuvent contrôler leurs reins pour réduire la perte d'eau. Bien qu'ils n'hibernent pas, ils survivent aux mois d'hiver, lorsque la disponibilité des insectes est faible, en réduisant leur activité. Ils chassent les insectes à des hauteurs allant de 5 à 10 m au dessus du sol, et sont souvent confondus avec des oiseaux en raison de leur mode de piqué et de vol plané.
Les chauves-souris se regroupent en colonies de taille variable, de quatre à plusieurs milliers d'individus. Les femelles ont tendance à se regrouper, en particulier les mères allaitantes. Elles se suspendent en utilisant à la fois les pouces et les pieds et n'utilisent généralement un abri que pour une seule journée avant de repartir.

## Reproduction
Les petits rhinopomes mâles atteignent la maturité sexuelle vers seize ou dix-sept mois. Les femelles deviennent sexuellement matures à l'âge de neuf mois et sont monestreuses, c'est-à-dire qu'elles ont un seul cycle d'œstrus par an. La saison des amours se situe généralement entre février et avril. La gestation dure de 95 à 100 jours et les petits naissent généralement en juin-juillet. Les jeunes chauves-souris prennent leur envol à l'âge de cinq à six semaines,,.

## Écholocation
Les petits rhinopomes sont considérés comme des chauves-souris primitives en termes d'écholocation, notamment car elles produisent des signaux avec quatre harmoniques ou plus avec une variation de fréquence limitée. Les chauves-souris émettent divers sons, principalement des sons à fréquence constante d'une durée de 48 ms, avec des harmoniques secondes prononcées. Lorsqu'un individu est seul, il produit des cris à 32,5 kHz, mais en groupe elles se répartissent entre trois fréquences (30.32.5 et 35 kHz) afin d'éviter de se brouiller,.
Lorsqu'ils atterrissent ou volent en groupes autour du site de repos, les petits rhinopomes émettent des sons modulés en fréquence d'une durée de 3 ms. Après l'atterrissage, ils produisent un son pur multi-harmonique d'une durée de 100 ms, dans lequel la fréquence principale prédomine.